# Stanisław Kur
Ksiądz infułat Stanisław Kur (ur. 13 listopada 1929 w Dzięciołach Bliższych) – polski duchowny rzymskokatolicki, kapłan archidiecezji warszawskiej, doktor habilitowany nauk teologicznych, biblista, znawca języków biblijnych, etiopista. Tłumacz starotestamentalnej Księgi Rut w Biblii Tysiąclecia.

## Życiorys
Absolwent VIII Liceum Ogólnokształcącego im. Władysława IV w Warszawie. W 1948 wstąpił do Wyższego Metropolitalnego Seminarium Duchownego św. Jana Chrzciciela w Warszawie (WMSD), studiując równocześnie na Wydziale Teologii Katolickiej Uniwersytetu Warszawskiego. Święcenia kapłańskie przyjął w roku 23 sierpnia 1953 z rąk kard. Stefana Wyszyńskiego. W latach 1953–1956 wikariusz parafii w warszawskiej Radości, a w latach 1956–1958 parafii św. Teresy na Tamce w Warszawie.
W 1956 objął nauczanie języka hebrajskiego w WMSD. W 1963 zdobył magisterium filologii orientalnej na Uniwersytecie Warszawskim, na podstawie pracy Żywot Iyasus Mo′a pisanej pod kierunkiem Stefana Strelcyna. W latach 1963–1966 studiował w Papieskim Instytucie Biblijnym w Rzymie, gdzie na podstawie pracy Status constructus cum pronomine possesivo inter nomen regens et nomen rectum in Psalterio („Status constructus z zaimkiem sufigowanym wtrąconym między nomen regens a nomen rectum w Psałterzu”) uzyskał licencjat teologii. Studia kontynuował na Papieskim Uniwersytecie Laterańskim. W 1969 zdobył doktorat na podstawie dysertacji Samuele di Dabra Wagag. Un santo della Chiesa Etiopica („Samuel z Dabra Wagag. Święty Kościoła etiopskiego”). Był stypendystą Accademia Nazionale dei Lincei.
Od 1972 wykładał na Katolickim Uniwersytecie Lubelskim język ugarycki i arabski, a następnie język arabski na Akademii Teologii Katolickiej w Warszawie. W Warszawie oraz w Wilnie wykładał także m.in. introdukcję biblijną, język hebrajski i Stary Testament.
W 1990 habilitował się na podstawie pracy Żywot Marha Krestos. Profesor nadzwyczajny Papieskiego Wydziału Teologicznego w Warszawie. Promotor i recenzent prac magisterskich i doktorskich z zakresu teologii biblijnej. W latach 1982–1997 rektor Wyższego Metropolitalnego Seminarium Duchownego św. Jana Chrzciciela w Warszawie. Od 1999 wikariusz biskupi archidiecezji warszawskiej do spraw nauki.
Członek Société Française pour les Etudes Ethiopiennes (SFEE) i Warszawskiego Towarzystwa Teologicznego, a także członek redakcji kwartalnika „Warszawskie Studia Teologiczne”.

## Odznaczenia i godności
- Kanonik gremialny kapituły metropolitalnej warszawskiej (1982)
- Kapelan honorowy Jego Świątobliwości
- Protonotariusz apostolski supra numerum (infułat) (1999)[1]
- Medal „Milito Pro Christo” (2019)[6]

## Wybrane publikacje

### Książki
- Samuele di Dabra Wagag: un santo della Chiesa etiopica / tesi di laurea di Stanislaw Kur, Pontificia Università Lateranense. Facoltà di Teologia, Roma 1969

### Przekłady i edycje tekstów
- Księga Rut (przekład z języka hebrajskiego i komentarz), [w:] Pismo Święte Starego i Nowego Testamentu (Biblia Tysiąclecia), Poznań 1965
- Actes de Iyasus Mo′a (wstęp, wydanie tekstu etiopskiego, przekład francuski), CSCO 259-260/Aeth. 49-50, Louvain 1965
- Actes de Samul de Dabra Wagag (wstęp, wydanie tekstu etiopskiego, przekład francuski), CSCO 287-288/Aeth. 57-58, Louvain 1968
- Actes de Marha Krestos (wstęp, wydanie tekstu etiopskiego, przekład francuski) CSCO 330-331/Aeth. 62-63, Louvain 1972
- Edition d′un manuscrit éthiopien de la Bibliothèque Vaticane: Cerulli 178, „Atti della Accademia Nazionale dei Lincei, Memorie, Classe di Scienze morali, storiche e filologiche”, serie VIII, vol. XVI, Roma 1972
- List Apostołów (wstęp i przekład tekstu etiopskiego), [w:] Apokryfy Nowego Testamentu, t. I: Ewangelie Apokryficzne, red. M. Starowieyski, Lublin 1980
- Apokalipsa Piotra (przekład tekstu etiopskiego i innych pokrewnych tekstów etiopskich), „Warszawskie Studia Teologiczne”, 2 (1984)
- Apokalipsa Piotra (nowy przekład tekstu etiopskiego), [w:] Apokryfy Nowego Testamentu, t. III: Listy i apokalipsy, red. M. Starowieyski, WAM, Kraków 2001
- Wniebowstąpienie Izajasza (przekład tekstu etiopskiego), [w:] Apokryfy Nowego Testamentu, t. III: Listy i apokalipsy, red. M. Starowieyski, WAM, Kraków 2001

### Artykuły naukowe
- ’oläm wa’ed w Psałterzu, „Warszawskie Studia Biblijne”, ATK, Warszawa 1976

### Hasła encyklopedyczne i słownikowe
- „Takla Haymanot”, [w:] Bibliotheca Sanctorum, Instituto di Giovanni XXIII della Pontificia Università Lateranense, 12, Roma 1969
- „Iyasus Mo'a”, [w:] The Dictionary of Ethiopian Biography, vol. l, Addis Ababa 1975
- „Etiopia. Literatura religijna”, [w:] Encyklopedia Katolicka, t. 4, Lublin 1983